# Acupalpus
Acupalpus (лат.) — род жужелиц из подсемейства Harpalinae.

## Описание
Задние углы переднеспинки округлены. Усики короткие, едва заходят за основание надкрылий.
Известно около 125 видов в неарктическом (12 видов), неотропическом (10 видов), австралийском (около 10 видов), восточном (около 15 видов), палеарктическом (около 50 видов) и афротропическом (30 видов) регионах, объединенных в восемь подродов: Acupalpus s.str. (около 75 видов), Ancylostria Schauberger (четыре вида), Anthracus (32 вида), Palcuapus Habu (один восточно-палеарктический вид), Pseudanthracus Habu (три вида), Setacupalpus Habu (два восточно-палеарктических вида), Subacupalpus Habu (два азиатских вида), и Tachistodes (четыре вида). Североамериканская фауна представлена 12 видами (около 9,6 % мировой фауны), один из них адвентивный.

## Систематика
В составе рода:
- Acupalpus angulatus Macleay, 1871
- Acupalpus brunnicolor (Sloane, 1898)
- Acupalpus canadensis Casey, 1924
- Acupalpus cantabricus Piochard de la Brűlerie, 1868
- Acupalpus carus  (LeConte, 1863)
- Acupalpus flaviceps Motschulsky, 1850
- Acupalpus hydropicus  (LeConte, 1863)
- Acupalpus ibericus Jaeger, 1988
- Acupalpus indistinctus  Dejean, 1831
- Acupalpus longulus  Dejean, 1829
- Acupalpus lucasi Gaubil, 1849
- Acupalpus mediterraneus Csiki, 1932
- Acupalpus meridianus  (Linné, 1761)
- Acupalpus nanellus Casey, 1914
- Acupalpus notatus Mulsant & Rey, 1861
- Acupalpus oliveirae Reitter, 1884
- Acupalpus paludicola Reitter, 1884
- Acupalpus partiarius  (Say, 1823)
- Acupalpus pauperculus  Dejean, 1829
- Acupalpus planicollis Schaum, 1857
- Acupalpus pumilus  Lindroth, 1968
- Acupalpus puncticollis Coquerel, 1859
- Acupalpus rectangulus  Chaudoir, 1868
- Acupalpus sardous A. Fiori, 1903
- Acupalpus tachioides (Sloane, 1900)
- Acupalpus testaceus  Dejean, 1829
- Acupalpus turcicus Jaeger, 1992